# Il Terzo Segreto di Satira
Il Terzo Segreto di Satira è un collettivo di videomaker italiani satirici.

## Storia
Il Terzo Segreto di Satira è un collettivo di registi nato a Milano nel febbraio 2011, formato dagli artisti Pietro Belfiore, Davide Bonacina, Andrea Fadenti, Andrea Mazzarella e Davide Rossi, che si erano conosciuti frequentando insieme la Civica Scuola di Cinema.
Il gruppo è diventato noto nel successivo mese di maggio con il video Il favoloso mondo di Pisapie, realizzato in occasione del ballottaggio delle elezioni comunali di Milano e pubblicato su YouTube, in cui, prendendo spunto da alcune frasi pronunciate dagli esponenti del centrodestra (che sosteneva come candidata a sindaco la prima cittadina uscente Letizia Moratti) contro il candidato del centrosinistra Giuliano Pisapia, ironizzavano sulle possibili conseguenze della vittoria di quest'ultimo, che ebbe poi effettivamente luogo, nonostante inizialmente i sondaggi elettorali la ritenessero molto improbabile. Il video ottenne un successo inaspettato, sia da parte del pubblico che dei mass media, permettendo al gruppo di farsi conoscere e di iniziare a collaborare con alcuni programmi televisivi, come Ballarò, Report e Piazzapulita.
I video del collettivo di videomaker sono stati frequentemente interpretati dagli attori Massimiliano Loizzi, Marco Ripoldi, Renato Avallone, Martina de Santis, Walter Leonardi, Germano Lanzoni e dallo stesso Davide Bonacina.
Il 13 maggio 2015 hanno condotto uno speciale su La EFFE, intitolato Democrazia portami via. Nel 2017 hanno realizzato il loro primo film, Si muore tutti democristiani, di cui sono i registi e anche co-autori della sceneggiatura insieme a Ugo Chiti, uscito nelle sale il 10 maggio 2018, mentre nel 2021 hanno diretto Mollo tutto e apro un chiringuito, seppur non come collettivo. Il film, con protagonista il personaggio del web "Il milanese imbruttito" interpretato da Germano Lanzoni, ha avuto nel 2024 un sequel intitolato Ricomincio da taaac.

## Formazione
- Pietro Belfiore (2011-presente)
- Davide Bonacina (2011-presente)
- Andrea Fadenti (2011-presente)
- Andrea Mazzarella (2011-presente)
- Davide Rossi (2011-presente)

## Attori
- Massimiliano Loizzi (2011-presente)
- Marco Ripoldi (2011-presente)
- Martina de Santis (2011-presente)
- Germano Lanzoni (2011-presente)
- Renato Avallone (2012-presente)
- Walter Leonardi (2012-presente)

## Filmografia
- Si muore tutti democristiani (2018)
- Mollo tutto e apro un chiringuito (2021)
- Ricomincio da taaac (2024)

## Televisione
- Gli Sgommati (Sky Uno, 2012)
- Aggratis! (Rai 2, 2013)
- Report (Rai 3, 2014)
- Piazza Pulita (LA7, 2014-2016)
- Democrazia portami via (La EFFE, 2015)[6]

## Opere
- La paranza dei buonisti. Manuale di sopravvivenza per il ventennio sovranista, collana Nuovo Cammeo, Longanesi, 2020, ISBN 978-88-3045-428-6.